# Leah Cairns
Pour les articles homonymes, voir Cairns (homonymie).
Leah Cairns, née le 2 juin 1974, est une actrice canadienne.

## Biographie
Leah Cairns a joué son premier rôle principal dans Anges de sang. Elle est apparue aussi dans quelques séries télévisées, comme The Chris Isaak Show, Tru Calling, Supernatural, Saved et Kyle XY.
Elle a également joué le rôle du pilote Racetrack dans la série Battlestar Galactica (34 épisodes), et aux côtés d'Amanda Tapping dans Sanctuary ainsi que dans Travelers (Les voyageurs du temps).
Elle a joué dans les films Helen (en) et Interstellar (Lois).

## Filmographie
Sauf indication contraire, les informations mentionnées dans cette section peuvent être confirmées par la base de données cinématographiques IMDb,  présente dans la section « Liens externes ».

### Cinéma
- 2003 : The Mall Man (court métrage) de Matthew Blecha : Sharon
- 2005 : Anges de sang (Thralls) de Ron Oliver : Leslie
- 2007 : 88 Minutes de Jon Avnet : Sara Pollard
- 2007 : Kickin' It Old Skool (en) de Harvey Glazer : femme à table
- 2007 : Coffee Diva (court métrage) de Geoff Redknap : fille de célébrité
- 2009 : Helen (en) de Sandra Nettelbeck : Susanna
- 2014 : Interstellar de Christopher Nolan : Lois
- 2014 : Lead and Follow (court métrage) de Orsy Szabó : Amy
- 2018 : Diminuendo (en) de Adrian Stewart : Adrianna Sloane
- 2019 : Beyond the Call (court métrage) de Steve Bacic : Faith

### Télévision

#### Séries télévisées
- 2002 : The Chris Isaak Show : copine #1 (saison 2, épisode 10)
- 2003 : Tru Calling : Compte à rebours : Julie Spence (saison 2, épisode 10)
- 2005 : Robson Arms (en) : Tessa (saison 1, épisode 5 et 6)
- 2005-2006 : Godiva's : Jenna (19 épisodes)
- 2006 : Supernatural : Julie Hudson (saison 2, épisode 8)
- 2006 : Saved : Natalie (saison 1, épisode 3)
- 2016 : Les voyageurs du temps : Kathryn « Kat » MacLaren

#### Téléfilms
- 2004 : Qui veut m'épouser ? (I Want to Marry Ryan Banks) de Sheldon Larry : Mindy
- 2004 : Deep Evil (en) de Pat Williams : femme dans le sas
- 2005 : Pour l'amour de Millie (Saving Milly) de Dan Curtis : assistante du sénateur
- 2011 : Mega Cyclone de Sheldon Wilson : Andrea Newmar
- 2014 : Lieutenant nounou (Along Came a Nanny) de Michael M. Scott : Lizzie Bannerman
- 2016 : The Wilding de Ciarán Foy : Anna Reddings
- 2017 : Affaire secrète (Dead Over Heels: An Aurora Teagarden Mystery) de Terry Ingram : Bess Burns
- 2017 : Étudiante en danger (Deadly Sorority) de Shawn Tolleson : détective Lopez

## Jeu vidéo
- 2016 : Dead Rising 4 (voix)